# 5 000 mètres masculin aux Jeux olympiques d'été de 1964
Navigation
Rome 1960 Mexico 1968
L'épreuve du 5 000 mètres masculin aux Jeux olympiques de 1964 s'est déroulée les 16 et 18 octobre 1964 au Stade olympique national de Tokyo, au Japon.  Elle est remportée par l'Américain Robert Schul.

## Résultats

### Finale
| Rang               | Athlète             | Pays                       | Temps         |
| ------------------ | ------------------- | -------------------------- | ------------- |
| Médaille d'or      | Robert Schul        | États-Unis                 | 13 min 48 s 8 |
| Médaille d'argent  | Harald Norpoth      | Équipe unifiée d’Allemagne | 13 min 49 s 6 |
| Médaille de bronze | William Dellinger   | États-Unis                 | 13 min 49 s 8 |
| 4                  | Michel Jazy         | France                     | 13 min 49 s 8 |
| 5                  | Kipchoge Keino      | Kenya                      | 13 min 50 s 4 |
| 6                  | Bill Baillie        | Nouvelle-Zélande           | 13 min 51 s 0 |
| 7                  | Nikolay Dutov       | Union soviétique           | 13 min 53 s 8 |
| 8                  | Thor Helland        | Norvège                    | 13 min 57 s 0 |
| 9                  | Ron Clarke          | Australie                  | 13 min 58 s 0 |
| 10                 | Stepan Baidiuk      | Union soviétique           | 14 min 11 s 2 |
| 11                 | Michael Edwin Wiggs | Grande-Bretagne            | 14 min 20 s 8 |
| —                  | Mohammed Gammoudi   | Tunisie                    | DNS           |